# John Taverner
John Taverner fou un organista i compositor anglès que va viure en la primera meitat del segle xvi.
Acusat de professar les doctrines protestants, en els primers temps d'aquesta, fou empresonat en un subterrani, en el que hi va romandre molt de temps. Després fou organista de Boston (Lincolnshire) i corista a Oxford.
De Taverner se'n conserven nombroses misses manuscrites en l'Escola de Música d'Oxford, havent-se publicat solament el motet Dum transisset, a 5 veus; l'antífona O splendor gloriae i el canon O Michael. També es troba música manuscrita seva en el Museu Britànic.